# Paterno (cônsul em 267)
Paterno (em latim: Paternus) foi um oficial romano do século III, ativo durante o reinado do imperador Galiano (r. 253–268). Nada se sabe sobre ele, exceto que, em 267, ocupou o ofício de cônsul anterior com Arcesilau. Talvez possa ser identificado com o prefeito urbano de Roma Ovínio Paterno ou com o Paterno descrito numa inscrição fragmentada como cônsul ordinário, homem dos epulões, curador da via Ápia, procônsul da Ásia ou África e prefeito urbano.